# بورنئو
جزیرهٔ بورنئو سوّمین جزیرهٔ بزرگ جهان است که حدود ۷۴۳۳۳۰ کیلومتر مربّع وسعت دارد و در مرکز شبه جزیره مالایا و اندونزی واقع است. بورنئو بخشی از منطقهٔ آسیای جنوب شرقی به‌شمار می‌رود.
جزیرهٔ بورنئو از نظر سیاسی بین کشورهای اندونزی، مالزی و برونئی تقسیم شده‌است و تنها جزیره‌ای در جهان است که بین سه کشور تقسیم شده‌است.

دولت اندونزی در ۸ نوامبر سال ۲۰۲۲ اعلام کرد به خاطر آلودگی هوا در پایتخت کنونی(جاکارتا) می‌خواهد پایتخت را به جزیره بورنئو انتقال دهد.

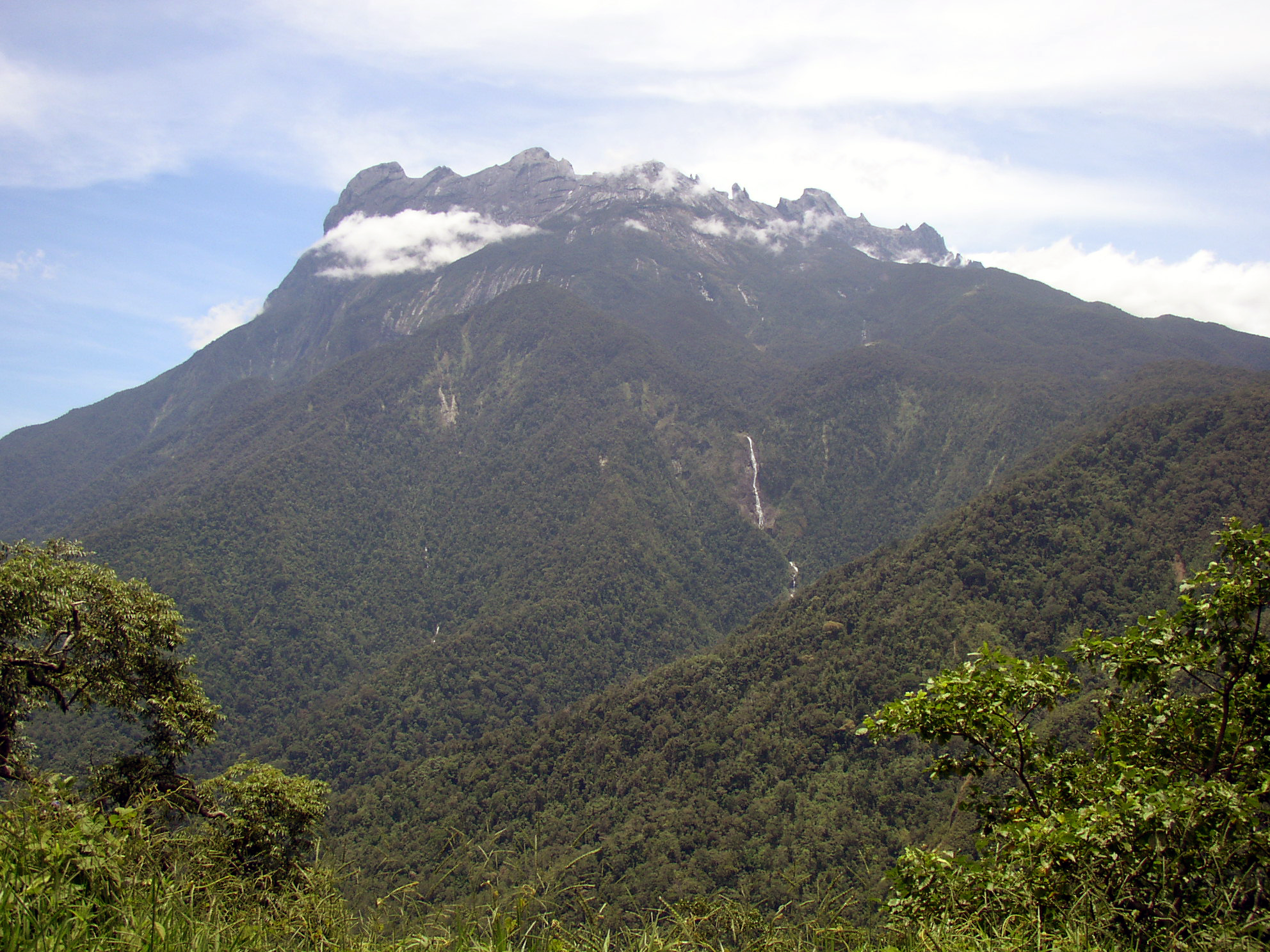
کوه کینبالو